# Bầu cử tổng thống Ukraina 2019
Cuộc bầu cử tổng thống Ukraina năm 2019 được tổ chức vào ngày 31 tháng 3 và 21 tháng 4 trong một hệ thống hai vòng. Có tổng cộng 39 ứng cử viên cho cuộc bầu cử trong lá phiếu. Sự sáp nhập Crimea năm 2014 của Nga và do sự căng thẳng quan hệ với các bộ phận của Donetsk Oblast và Luhansk Oblast đã ngăn chặn khoảng 12% cử tri đủ điều kiện tham gia cuộc bầu cử.
Vì không có ứng cử viên nào nhận được đa số phiếu bầu tuyệt đối, vòng thứ hai đã được tổ chức giữa hai ứng cử viên hàng đầu, Volodymyr Zelensky, người hiện đang đóng vai tổng thống Ukraine trong một bộ phim hài truyền hình nổi tiếng và tổng thống đương nhiệm, Petro Poroshenko, vào ngày 21 tháng 4 năm 2019 Theo kết quả sơ bộ từ Ủy ban bầu cử trung ương, Zelensky đã giành chiến thắng trong vòng thứ hai với 73,22% số phiếu.